# Шол
Шол (фр. Chaulgnes) насеље је и општина у источном делу централне Француске у региону Бургоња, у департману Нијевр која припада префектури Кон Кур сир Лоар.
По подацима из 2011. године у општини је живело 1414 становника, а густина насељености је износила 56,33 становника/km². Општина се простире на површини од 25,1 km². Налази се на средњој надморској висини од 230 метара (максималној 343 m, а минималној 177 m).

## Демографија
| 1962. | 1968. | 1975. | 1982. | 1990. | 1999. | 2011. |
| ----- | ----- | ----- | ----- | ----- | ----- | ----- |
| 748   | 791   | 837   | 1.188 | 1.286 | 1.262 | 1.414 |

График промене броја становника у току последњих година